# Ibn al-Dschazzar

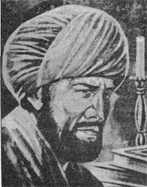
Ibn al-Dschazzar

Ibn al-Dschazzar (arabisch ابن الجزار, DMG Ibn al-Ǧazzār; * um 898 (oder 932) in Kairouan; † um 1009 in Kairouan; vollständig Abu Dschaʿfar Ahmad ibn Ibrahim Abi Chalid al-Qairawani / أبو جعفر أحمد بن إبراهيم أبي خالد القيرواني / Abū Ǧaʿfar Aḥmad b. Ibrāhīm Abī Ḫālid al-Qairawānī) war ein einflussreicher nordafrikanischer Mediziner und arabischer Fachautor des 10. Jahrhunderts.
Ibn al-Dschazzar war ein Schüler von Isaak Judäus und lebte in Kairuan (Tunesien), wo er der dortigen Medizinschule angehörte.

## Schriften
Insgesamt werden ihm etwa 40 Werke zugeschrieben. Eine Auswahl:
- Zād al-Musāfir (Viaticus peregrinantis): deutsch „Proviant für den Reisenden“ (vollständig auch Der Proviant des Reisenden und die Nahrung des Seßhaften), ein sieben Bücher umfassendes, auch Viaticum (peregrinantis)[3] genanntes, Handbuch der Pathologie für reisende Ärzte (von Konstantin den Afrikaner bearbeitet, ins Lateinische übersetzt und unter seinem eigenen Namen veröffentlicht), das inhaltlich auch im Deutschen salernitanischen Arzneibuch enthalten ist.[4]
- Liber de gradibus quos vocant simplicium (Buch der einfachen Medikamente) eine lateinische Bearbeitung und Übersetzung des (Kitāb) al-Iʿtimād durch Konstantin dem Afrikaner, der auch dieses Werk unter seinem Namen veröffentlichte. Neu übersetzt wurde diese Drogenkunde 150 später 1233 durch Stephan von Saragossa (= Stephanus von Lerida) als Liber fiduciae.[5][6][7]
- Liber de stomacho: Magenkrankheiten (Lateinübersetzung durch Konstantin den Afrikaner)
- De elephantiasi
- De coitu: über Sexualstörungen
- De oblivione über die Vergesslichkeit und Mittel zur Stärkung des Gehirns
- Literaturliste bei OPACplus der Bayerischen Staatsbibliothek